# Emissividade
Emissividade de um material, propriedade representada pela letra e ou ε, diz respeito a capacidade de emissão de energia por radiação da sua superfície. Possuem a capacidade de emitir energia eletromagnética todos os corpos a temperatura superior a zero Kelvin. Essa taxa de emissão é calculada através da razão entre a energia irradiada por um determinado material e a energia irradiada por um corpo negro para um mesmo comprimento de onda (ε=1). Qualquer objeto que não seja um verdadeiro corpo negro tem emissividade menor que 1 e superior a zero.
0 < ε ≤ 1
Quanto maior o valor de ε, mais próxima a emissividade do material é da do corpo negro, ou seja, maior a sua capacidade de emissão de energia.

O físico Gustav Kirchhoff comprovou, em 1860, que a capacidade de um corpo absorver energia é igual à de emití-la. Se uma superfície está recebendo radiação, ela absorve também com igual coeficiente de emissividade. Sendo assim, podemos ainda chamar essa propriedade de absorvidade. Ou seja, aquele material que irradia energia também absorve radiação com o mesmo comprimento de onda. 
ε = W'/W
ε: emissividade
W': quantidade de energia emitida pelo corpo (λ constante)
W: quantidade de energia emitida pelo corpo negro (λ constante)
Kirchhoff também propôs teoricamente o conceito de corpo negro, um material que absorvesse toda a energia incidente sobre ele. Em decorrência disso, ele seria o emissor ideal.

Diferentemente dos corpos negros, os corpos reais não absorvem toda a energia eletromagnética incidente sobre eles. Um corpo qualquer pode absorver ou emitir uma parcela (α) da radiação incidente sobre ele, pode refletir uma parcela (δ) e/ou pode transmitir uma parcela (τ). A soma das três parcelas equivale à energia total que incidiu sobre ele.
α + δ + τ = 1
A emissividade de um material está relacionada à sua superfície e ao seu acabamento; varia de acordo com a temperatura em que o objeto se encontra e com o comprimento de onda da radiação emitida.
Corpos com emissividade constante e menor que 1 são denominados corpos cinza. A determinação de sua emissividade não depende do comprimento de onda. A emissividade dos corpos reais, no entanto, varia com o comprimento de onda.

## Temperatura e emissividade
A emissividade de um material varia, entre outros fatores, em decorrência da temperatura. A baixas temperaturas, entre 250K e 350K, alguns corpos não metálicos podem apresentar comportamento semelhante ao dos corpos negros, com emissividades próximas de 0,8. As superfícies metálicas, no entanto, apresentam emissividades relativamente baixas nesse intervalo de temperaturas. Ainda nessas condições, podemos observar que a emissividade do solo para o ar é de aproximadamente 0,35, ao passo que a da neve é de 0,95. 

## A emissividade do céu
A temperatura ambiente, nota-se que o céu diurno possui ε muito próximo de 1 no horizonte, comportando-se de maneira similar a um corpo negro nessa região. No zênite, sua a emissividade é um valor mais baixo. A média da emissividade do céu é de 0,7; entretanto, em locais de grande altitude ou pouca humidade, o vapor d'água e o dióxido de carbono fazem com que a absorção seja menor, diminuindo, consequentemente, a emissividade.
Vistas de baixo, as nuvens se aproximam de como corpos negros, a temperatura de 1K abaixo da temperatura ambiente.
O céu noturno é considerado um corpo negro, cuja temperatura de maior eficácia é 190K.

## Emissividades usuais de alguns materiais[3]
| Material                                            | Emissividade (ε) |
| --------------------------------------------------- | ---------------- |
| Aço inoxidável – típico, polido                     | 0,07             |
| Alumínio – altamente polido, película               | 0,04             |
| Água                                                | 0,96             |
| Areia                                               | 0,90             |
| Concreto                                            | 0,88 – 0,93      |
| Janela de vidro                                     | 0,90 – 0,95      |
| Materiais de construção – placas de amianto         | 0,93 – 0,96      |
| Materiais de construção – tijolo, vermelho          | 0,93 – 0,96      |
| Materiais de construção – estuque ou placa de gesso | 0,90 – 0,92      |
| Materiais de construção - madeira                   | 0,82 – 0,92      |
| Papel, branco                                       | 0,92 – 0,97      |
| Pavimentação de asfalto                             | 0,85 – 0,93      |
| Rochas                                              | 0,88 – 0,95      |
| Solo                                                | 0,93 – 0,96      |
| Tecido                                              | 0,75 – 0,90      |
| Tintas – pretas                                     | 0,98             |
| Tintas – branca acrílica                            | 0,90             |
| Tintas – branca óxido de zinco                      | 0,92             |
| Vegetação                                           | 0,92 – 0,96      |
| Cobre polido                                        | 0,01             |
| Vidro                                               | 0,92             |
| Ferro polido                                        | 0,23             |
| Tinta a óleo                                        | 0,94             |

Valores de emissividade medidos a 300K (27°C). 